# DSB MZ
De DSB MZ is een serie van 61 diesellocomotieven van de Deense spoorwegen (DSB). Net als de eerdere series MY en MX werd de MZ gebouwd door Nydqvist & Holm AB (NOHAB) in het Zweedse Trollhättan. De carrosserie werd, behalve die van de 1401, aangeleverd door Frichs in Aarhus en de tractiemotoren werden gebouwd door een ander Deens bedrijf, Thrige-Titan. De locomotieven met de nummers MZ 1401-1461 werden in vier series tussen 1967 en 1978 geleverd.

## In 1967 de sterkste locomotief van Europa
De MZ 1401 werd als eerste van de serie op 5 juli 1967 geleverd en was destijds de sterkste locomotief van Europa. De locomotief had een EMD 645E3 dieselmotor van de Amerikaanse motorenfabrikant EMD, onderdeel van de General Motors Group. Deze tweetakt V16 dieselmotor heeft cilinders met een doorsnee van 23,09 cm en een slag van 25,4 cm. Met een cilinderinhoud van 167,55 liter en een toerental van 900 rpm was een vermogen van 3300 pk beschikbaar.
De cabine in de MZ is gebouwd als een doos die in het frame van de MZ is opgehangen zonder metalen verbindingen met de rest van de locomotief. Hiermee werd een goede geluids- en warmte-isolatie bereikt.

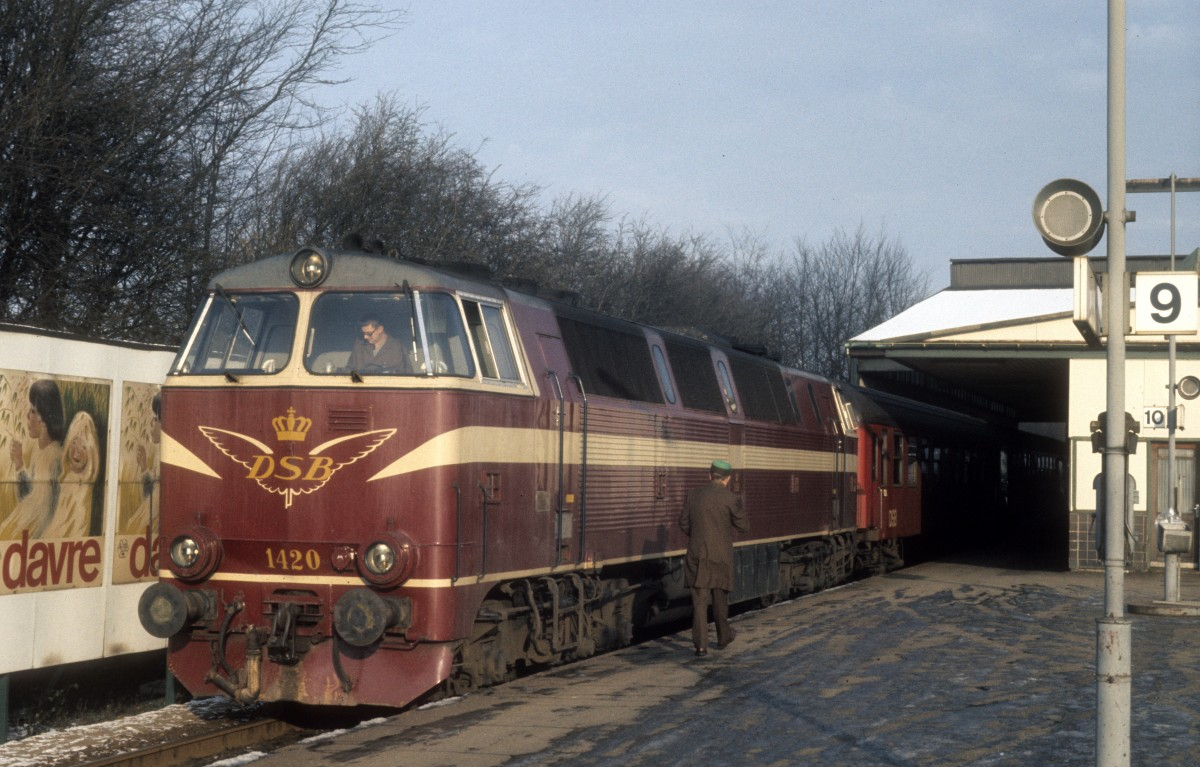
De MZ in de oorspronkelijke kleurstelling
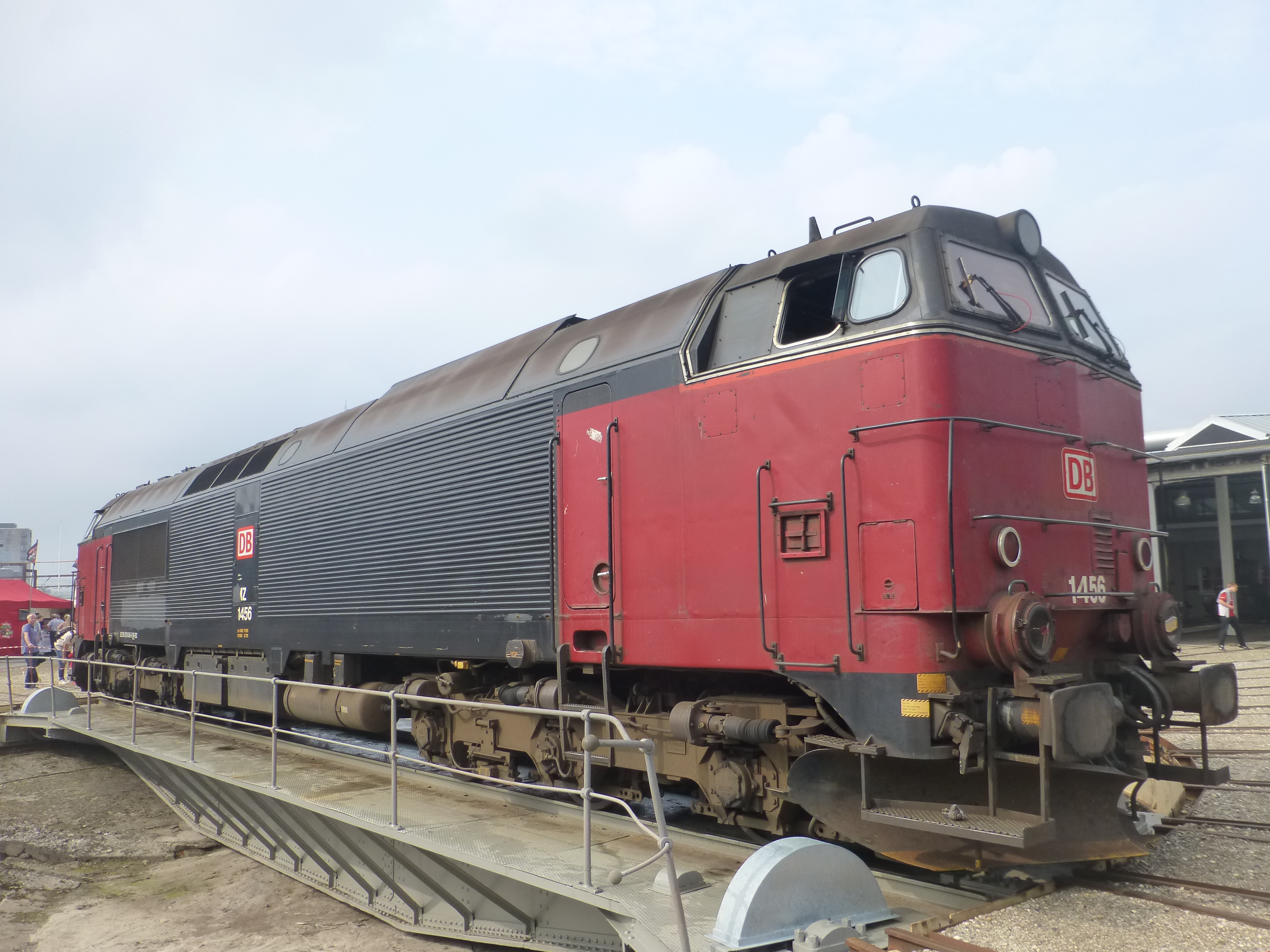
MZ 1456 in DB Schenker Rail kleurstelling
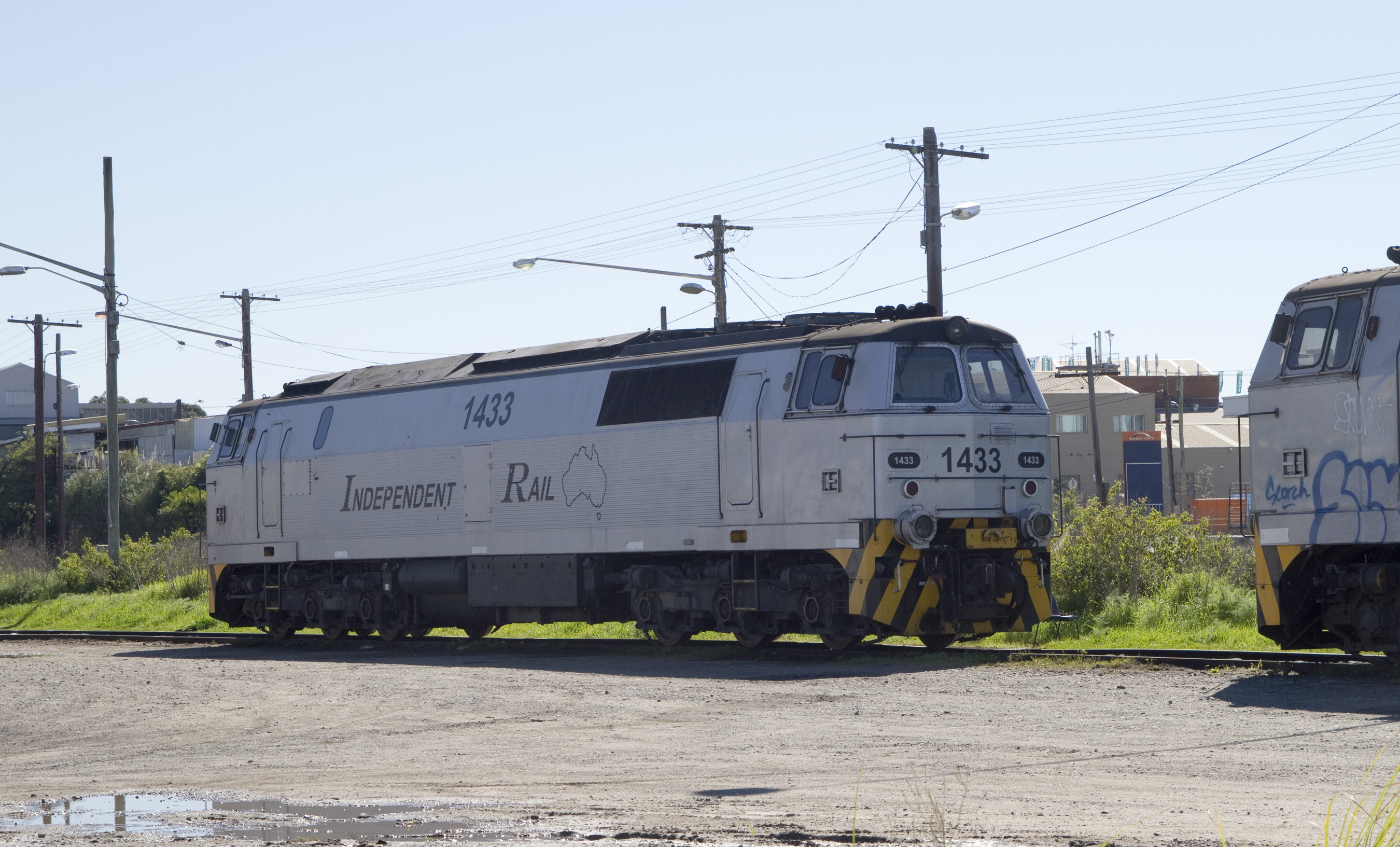
De MZ 1433 in Australië

## DSB
De eerste twee deelseries werden geleverd in wijnrood met crèmekleurige strepen. De derde (MZ 1427 – 1446) en vierde (MZ 1447 – 1461) deelserie werden afgeleverd in de rood-zwarte kleurstelling die ter gelegenheid van 125 jaar Deense spoorwegen  in 1972 werd ingevoerd. De eerdere deelseries werden later overgeschilderd. De derde (1972-1974) en vierde (1977-1978) deelserie werden uitgerust met een sterkere 20-cilinder EMD 645E3 met een vermogen van 3900 Pk. 
De as-indeling van de MZ was Co'Co' waarbij de elektrische tractiemotoren alle zes assen aandreven. Dit in tegenstelling tot de MY en de MX met een A1A, A1A indeling, wat betekent dat alleen de voor- en achteras van elk draaistel wordt aangedreven. De MZ 1401 heeft een dienstgewicht van 116,5 ton, heeft een maximumsnelheid van 143 km/u en de lengte over de buffers bedraagt 20,8 meter. In september 1978 vestigde de MZ 1453 het Deense snelheidsrecord van 191 km/u tussen Middelfart en Bred.
De locomotief was af fabriek uitgerust met een oliegestookte verwarmingsketel om de verwarming van personenrijtuigen van stoom te voorzien. Toen voor personentreinen overgeschakeld werd op elektrische verwarming werden de locomotieven omgebouwd. Vanaf 17 oktober 1985 werden de locomotieven voorzien van een hulp-dieselmotor van Mercedes-Benz. Deze dreef een GEC-generator aan met een vermogen van 440 kW waarmee tot negen rijtuigen konden worden verwarmd. Op 12 februari 1993 werd de MZ 1401 voorzien van automatische treinbesturing (ATC). 

## Nieuwe diensten
In 2001 ging het goederenvervoer van DSB, DSB-gods, op in Railion dat op haar beurt in 2009 opging in DB Schenker. De eerste MZ werd als museumlocomotief aangemerkt terwijl zeven locomotieven van de tweede deelserie en acht van de vierde deelserie  als goederentrein locomotieven naar Railion gingen, de rest ging in de verkoop.   

### Museumloc
MZ 1401 is gerestaureerd en in de zwart-rode jubileumkleurstelling gespoten. De loc is ondergebracht bij DSB Museumstog in Randers.

### Verkoop
De 9 overgebleven exemplaren van de eerste deelserie (1402 - 1410) werden verkocht aan verschillende Zweedse exploitanten:
- 3 aan Motala Verkstad
- 2 aan Svensk Tågteknik AB (STT)
- 1 aan TÅGAB
- 1 aan Inlandsgods
- 1 aan BK Tåg
- 1 aan Three T AB

Van de tweede deelserie werden zeven exemplaren ondergebracht bij Railion, van de overige negen werden tussen 2003 en 2006 acht verkocht aan Noorse en Zweedse bedrijven:
- 2 aan BK Tåg
- 2 aan TÅGAB
- 2 aan Jernbaneverket
- 1 aan Motala Verkstad
- 1 aan Svensk Tågteknik AB

De MZ 1425 is van 2001 tot en met 2003 verhuurd aan Railion. In 2004 werd deze loc voorzien van automatische koppelingen om IC4 stellen te trekken tussen de werkplaats in Aarhus en de proeftrajecten op Falster en in Zuid-Jutland.

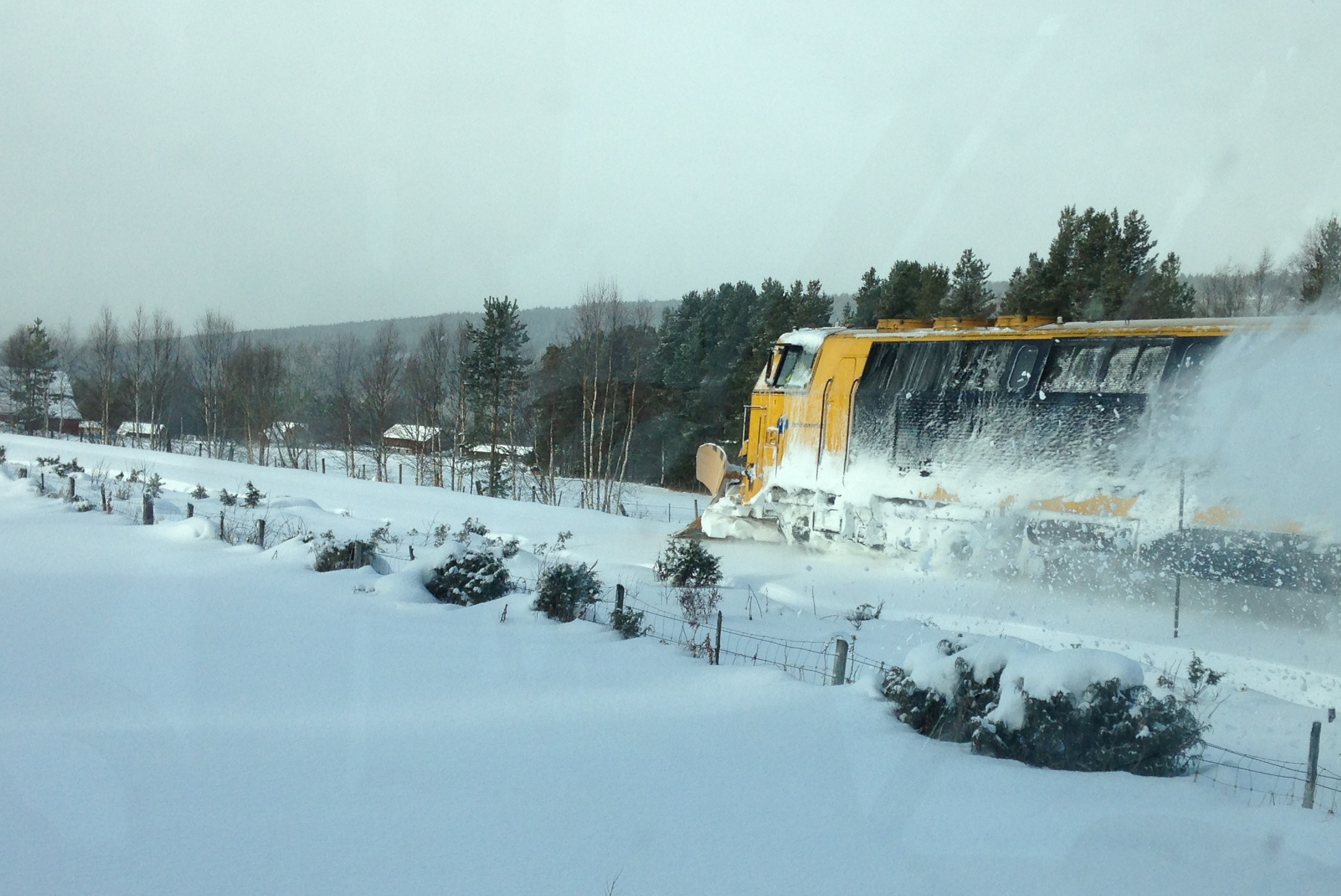
MZ 1415 (JBV2) als sneeuwploeg van het Noorse Jernbaneverket op de Rørosbanen
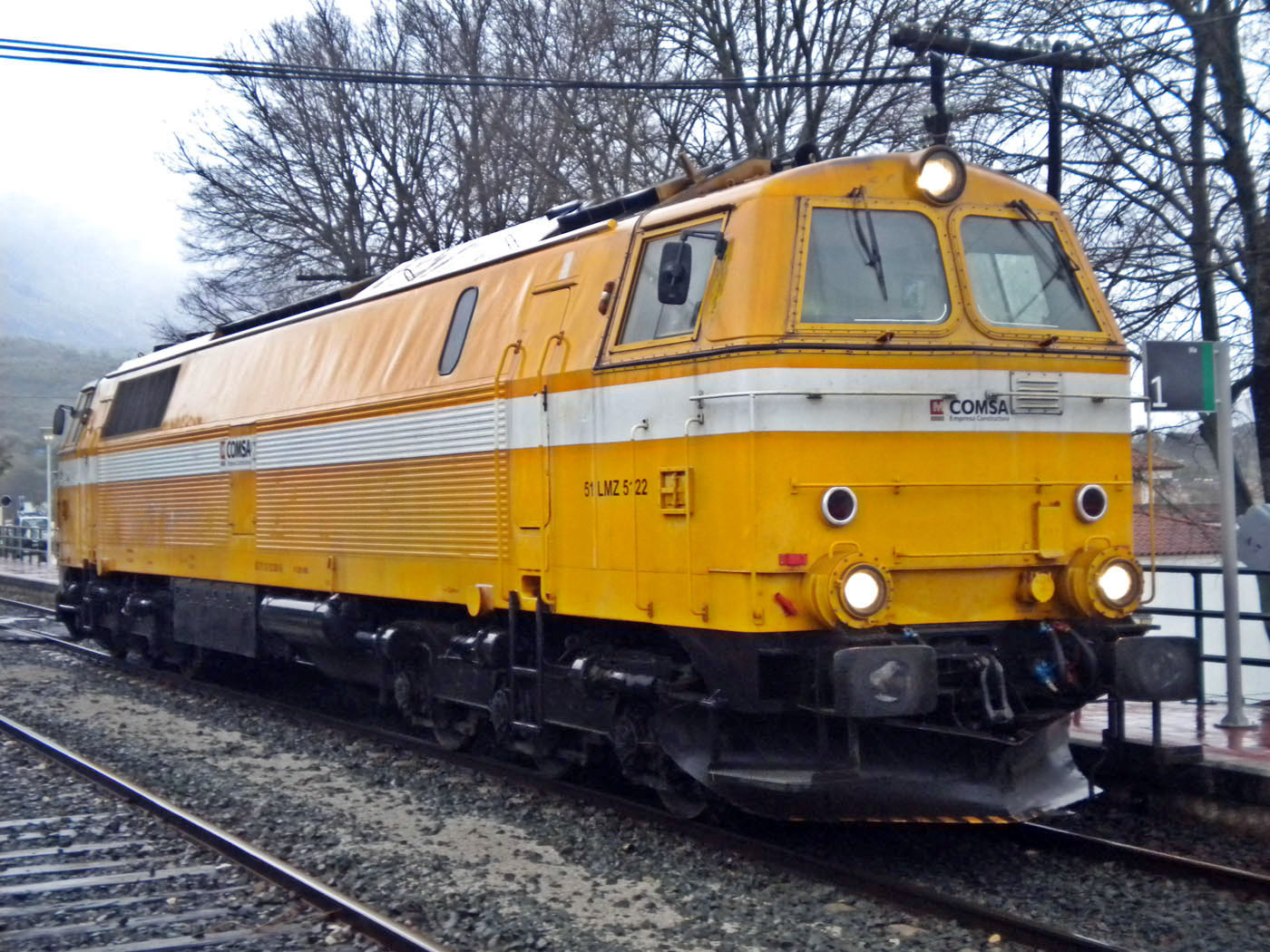
In dienst van het Spaanse COMSA
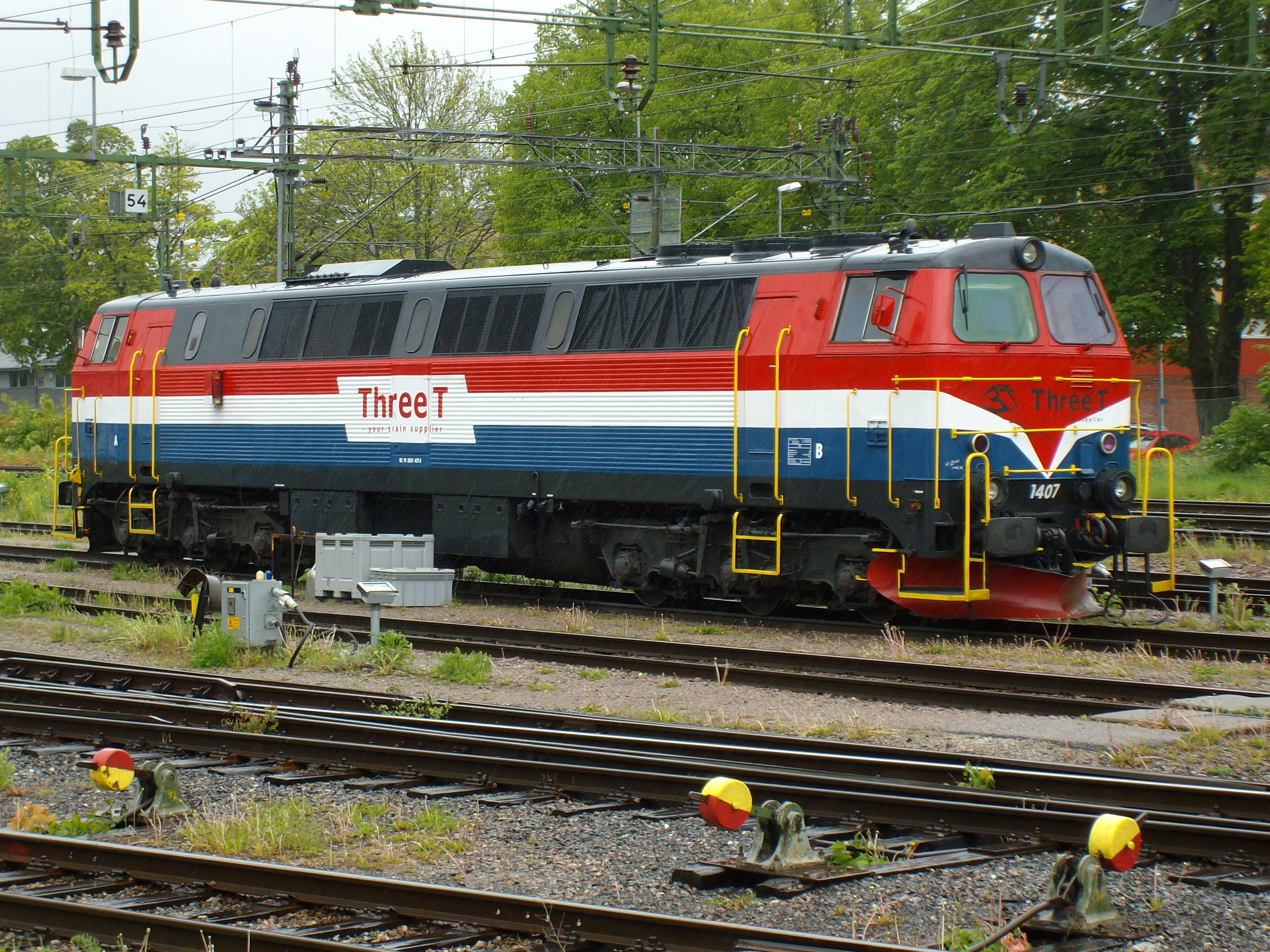
MZ 1407 in dienst van het Zweedse Three T

De derde deelserie werd geheel verkocht. In 2004 gingen twee exemplaren naar het Spaanse Comsa. In 2006 werden 16 stuks verkocht aan de Australische Lachlan Valley Rail Freight in New South Wales. De levering vond plaats van 2006 t/m 2008, de locomotieven behielden in Australië hun Deense bedrijfsnummers maar rijden wel met een zilverkleurige kleurstelling. De 1441 en 1444 raakten tijdens het vervoer naar Australië beschadigd en kwamen niet in dienst maar worden als plukloc gebruikt. De resterende twee bleven in Denemarken in dienst van BLDX. 
Van de vierde deelserie werden in 2006 twee stuks verkocht aan het Zweedse TÅGAB en in 2009 vijf aan het Noorse Baneservice AS. De overige acht zijn sinds 2001 in dienst bij Railion.
De inzet van de MZ wordt steeds minder en ze zijn daarom een steeds zeldzamer verschijnsel op het Deense spoor.

## Weblink
- Virringbanen[dode link] - De MZ 1401 en andere locomotieven.
- Museumtrein -  MZ 1401  - De museumloc MZ 1401.
- Jernbanen.dk - DSB Motorwagens en Locomotiven.
- Banesiden - De MZ